# Соловьёв, Вячеслав Фёдорович
Вячеслав Фёдорович Соловьёв (род. 3 ноября 1942, Днепровская, Краснодарский край, РСФСР, СССР) — советский и российский государственный деятель, юрист, прокурор. Военный прокурор Северо-Кавказского военного округа с 1990 по 1998, генерал-майор юстиции (с 1998 в отставке).

## Биография
Родился в 1942 году.
В 1965 году окончил Орджоникидзевское высшее зенитное ракетное командное училище ПВО имени генерала армии И. А. Плиева (ныне Владикавказ).
Проходил службу в Бакинском округе ПВО в должности заместителя командира роты по политической части. Затем окончил юридический факультет Военно-политической академии им. В. И. Ленина. Прошёл все должности от военного следователя до военного прокурора гарнизона.
С 1981 по 1983 военный прокурор Армии ПВО (г. Хабаровск) Дальневосточного военного округа.
С 1983 по 1986 первый заместитель военного прокурора Тихоокеанского флота.
С 1986 по 1990 военный прокурор Сибирского военного округа. С 1990 года по 1998 военный прокурор Северо-Кавказского военного округа.

## Вооружённый конфликт в Чечне
При возникновении вооружённого конфликта на Северном Кавказе, военный прокурор Северо-Кавказского военного округа Соловьёв В. Ф. оперативно организовал надзорно-следственное сопровождение войсковых тактических группировок в полевых условиях.
В 1994 году на территории Чечни за двое суток была сформирована и развёрнута военная прокуратура. В период вооружённого конфликта в Чечне, по руководством генерал-майора юстиции Соловьёва В. Ф. исполняя обязанности военных прокуроров, прошли военную службу более 235 офицеров органов военной прокуратуры. За личное мужество и верность воинскому долгу более 50 офицеров награждены орденами и медалями.
В период деятельности этой прокуратуры под руководством Соловьёва В. Ф. расследовано свыше 1500 преступлений. Более 300 уголовных дел направлено в суд. Осуждено свыше 240 человек.
По решению Заместителя Генерального прокурора Российской Федерации — Главного военного прокурора, с учётом статьи 41.6 Федерального закона «О прокуратуре Российской Федерации» имя Соловьёва В. Ф. занесено в Книгу почёта органов военной прокуратуры.

## Награды
- Орден «За службу Родине в Вооружённых Силах СССР» 3 степени (Указ Президиума Верховного Совета СССР от 19.02.1988 № 42225);
- Заслуженный юрист Российской Федерации (Указ Президента Российской Федерации от 15.08.1997, № 885[4]);
- Почётный работник прокуратуры Российской Федерации (приказ Генерального прокурора Российской Федерации от 22.05.1992, № 96 к.);
- Именное огнестрельное оружие (приказ Министерства обороны Российской Федерации от 6.06.1995).